# Allan Horsfall
Allan Horsfall (20 tháng 10 năm 1927 – 27 tháng 8 năm 2012) là một nhà vận động cho quyền đồng tính của Anh và là người sáng lập Chiến dịch vì bình đẳng đồng tính.

## Cuộc sống
Ông sinh ngày 20 tháng 10 năm 1927 tại Laneshaw bridge.
Năm 1956, sau cuộc khủng hoảng Suez, ông trở nên cực đoan hóa và trở thành một Ủy viên hội đồng địa phương tại quê nhà vào năm 1958. Ông tham gia Chiến dịch giải phóng vũ khí hạt nhân Đông Bắc. Năm 1958, ông bắt đầu vận động cho Hội cải cách luật đồng tính để thực hiện những phát hiện của Báo cáo Wolfenden xuất bản năm 1957.
Trong những năm 1970, Horsfall đã cố gắng thành lập 'Câu lạc bộ Esquire', các câu lạc bộ xã hội đồng sở hữu được xây dựng theo mô hình câu lạc bộ làm việc cho đồng tính nữ và đồng tính nam. Vào ngày 30 tháng 7 năm 1971 Allan là một phần của cuộc họp công khai CHE tại Thư viện Trung tâm Burnley, được gọi là "Người đồng tính & Tự do dân sự". Horsfall đã nói về chiến dịch của ông trong thập niên 1960 tại các sự kiện Tháng lịch sử LGBT và ông đã được phỏng vấn cho dự án lịch sử truyền miệng Millthorpe.

## Trong văn hóa phổ biến
Allan Horsfall là nhân vật chính trong "The Burnley Buggers' Ball", một vở kịch của Stephen M Hornby. Vở kịch được ủy quyền bởi Tháng Lịch sử LGBT để đánh dấu kỷ niệm 50 năm Đạo luật về tội phạm tình dục 1967 và được trình diễn tại địa điểm ban đầu của cuộc họp CHE năm 1971 "Người đồng tính & Tự do dân sự" tại Thư viện Trung tâm Burnley.